# Clark Peak
Clark Peak je nejvyšší hora pohoří Medicine Bow Mountains.
Leží v jižní části pohoří, na severu Colorada, na hranici okresů Larimer County a Jackson County, v blízkosti Národního parku Skalnaté hory. Hora i pohoří jsou součástí Jižních Skalnatých hor.